# Stemvak

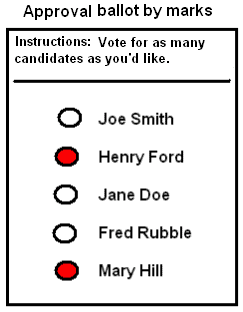
Voorbeeld van stemvakken op een stembiljet

Het stemvak is de plaats op een stembiljet of het scherm van een stemcomputer die de stem van een kiezer registreert. Het stemvak bevindt zich naast de naam van een kandidaat of een partij, en dient door de kiezer met een potlood of een lichtpen ingekleurd te worden. In België en Nederland is het stemvak steeds een zwart kader met in het midden een wit bolletje van minstens 4 millimeter groot.